# 1514 (album)
Albums de Kolinda
Kolinda II
(1977) Makám és Kolinda
(1982)
1514 est le troisième album du groupe de musique folk hongrois Kolinda, sorti en 1979 en disque vinyle.

## Liste des morceaux

### Face 1
1. Játékos I (Récréations I) - 1:45 (Iván Lantos)
2. Három Árva (Les trois orphelins) - 10:14 (János Vas / Iván Lantos / Ágnes Kamondy) (extraits adaptés par György Tímár)
3. 1514 - 6:55 (Ferenc Halmos, Iván Lantos)

### Face 2
1. Tételek (Mouvements) - 13:45 (László Nagy, János Vas, Péter Dabasi)
  1. Premier mouvement : "Berceuse" (6:17) (berceuse traditionnelle roumaine; traduction du poète hongrois László Nagy; adapté par György Tímár)
  2. Deuxième mouvement : "Strophe" (2:36) (extraits adaptés par György Tímár)
  3. Troisième mouvement : "Danse" (4:52) (extraits adaptés par György Tímár)
2. Dorombének (Airs de guimbarde) - 2:11 (Ágnes Zsigmondi)
3. Játékos II (Récréations II) - 5:20 (Iván Lantos)

## Personnel

### Musiciens

#### Kolinda
- Ágnes Zsigmondi : chant, flûte, guimbarde, flûte traversière
- Péter Dabasi : tamboura, guitare, gadoulka, chant
- Iván Lantos : contrebasse, cornemuse, zurna (hautbois turc), piano électrique, chant

#### Musiciens invités
- Ferenc Molnár : kaval (flûte), zurna (hautbois turc)
- András Széll : violon, chant
- Attila Zombori : darbouka (tambour en gobelet), toupan (tambour à deux faces), cymbales

### Crédits
- Enregistré au Studio Fremontel, Normandie
- Prise de son : Bruno Menny
- Réalisation : Hugues de Courson
- Photos : Dany Gander-Gosse
- Couverture : peinture "papillon" de Robert Malaval
- Conception de la pochette : Laurent Leserre
- Éditions musicales : Hexagone